# Mauvais Sang (groupe de musique)
Pour les articles homonymes, voir Mauvais Sang.
Mauvais Sang est un groupe de rock alternatif franco-suisse fondé en 2016 à Genève. Leur musique mêle rock noise, post-punk, et chanson française.  Il se compose de Mathis Saunier (guitare, composition), Léo Simond (chant), et Antoine Vercellotti (batterie).
Le nom du groupe est un hommage au film Mauvais Sang de Leos Carax (1986), lui-même inspiré du poème d'Arthur Rimbaud.

## Biographie
Le groupe est né de la rencontre entre les musiciens à Annemasse.
Les membres vivent entre Genève, Paris, Londres et Lyon, mais leurs racines familiales se trouvent en Haute-Savoie, notamment à Chamonix, où ils composent dans une maison historique ayant appartenu à Cachat "le Géant", célèbre guide de montagne.
En 2022, le groupe sort son premier album Des Corps dans le Décor, incluant une collaboration avec l'acteur Denis Lavant. Il collabore notamment avec Pierre Guénard et Brisa Roché.
Le groupe se produit sur la scène du Monjoux Festival en juillet 2023.
En mai 2025, le groupe sort son second album La Faune.

## Style musical
Mauvais Sang se distingue par un mélange de genres : le rock noise et post-punk se combinent avec des éléments de musique classique et contemporaine, notamment grâce à l'utilisation de la harpe et du violon. Leurs textes, souvent chantés ou déclamés, s'inspirent de la littérature française (Rimbaud) et de figures du rock hexagonal comme Eiffel, The Liminanas, ou Dominique A.
Le groupe revendique une énergie live nerveuse et une esthétique à la fois brute et poétique, influencée par Léo Ferré et Radiohead.

## Discographie

### Albums
- Des Corps dans le Décor (2022)
- La Faune (2025)

### Singles et clips
- Décor (2022)
- 3h47 (2022)
- Seine (2024)
- Modèle (2024)
- Loin (2025)